# Тригрошова опера (фільм, 1931)
«Трихгрошова опера» (нім. Die Dreigroschenoper) — німецький художній фільм, поставлений Георгом Вільгельмом Пабстом за мотивами однойменної п'єси Бертольта Брехта у 1931 році.

## Історія створення
Сенсаційний успіх вистави, поставленого за «Тригрошовою оперою» Б. Брехта і К. Вайля режисером Еріхом Енгелем у 1928 році в Театрі на Шіффбауердамм, приніс широку популярність його творцям; у наступному сезоні п'єса йшла вже в найбільших містах Німеччини. Кінокомпанія «Неро», задумавши екранізацію «Тригрошової опери», спочатку запропонувала написати сценарій самому авторові. Сценарій Брехта («Шишка») був гостріший за п'єсу, зокрема, він дозволив Мекхіту стати директором Національного банку. Проте на кіностудії сценарій, всупереч волі Брехта, було істотно перероблено, і в результаті сама п'єса втратила значну частину своєї гостроти. Брехт із цього приводу судився з кінокомпанією, але програв процес.
Ряд ролей у фільмі виконали актори, що грали у спектаклі Е. Енгеля: Лотте Ленья зіграла Джені і в театрі, і на екрані; роль пастора Кімбла виконував Герман Тіміг, що грав Меккі-ножа у Театрі на Шиффбауердамм в оновленому складі 1929 року; у тому ж році в ролі Поллі Пічем на сцені виступила Карола Неєр, що зіграла Поллі і у фільмі. Ернст Буш у виставі грав констебля Сміта, у фільмі він став Вуличним співаком, виконуючим в кадрі і за кадром знамениту «Баладу про Меккі-Мессера», а також «Пісню про марність людських зусиль».

Прем'єра фільму відбулася у Берліні 19 лютого 1931 року. Представлена Г. В. Пабстом версія «Тригрошової опери» була дуже критично сприйнята деякими рецензентами. Сам Брехт назвав фільм «Непоказним виробом»; відомий критик Герберт Ієрінг писав: 
|  | «П'єса Брехта і Вайля в сто разів більше звуковий фільм, ніж цей монументальний окіст. Цей фільм — це якраз те, проти чого написана „Тригрошова опера“: пишнота оформлення, перевантаженість. У театрі: стрибок у вікно, і Мекхіт в руках поліції. У фільмі: далека обхідна дорога, метушня, лазіння по дахах, повзання. Все те, чому Брехт в „Тригрошовій опері“ навчився у американського кіно, виявилося забутим Пабстом, який повернувся до ґрунтовної, пустопорожньої театральності. Добре, що нам показали цей фільм. Тепер ми знаємо, чого досяг театр. Ми знаємо, в якому напрямі піде його розвиток». |

Паралельно знімалася також версія цього фільму французькою мовою і з французькими акторами в головних ролях. Єдиний актор, що знявся в обох версіях фільму, — російський емігрант Володимир Соколов в ролі констебля Сміта.
Після приходу до влади нацистів у 1933 році п'єси Брехта і фільм Пабста були в Німеччині заборонені.

## Сюжет
Події і епізоди фільму відкриваються і коментуються зонгами у виконанні вуличного співака (Ернст Буш).
Вуличний співак намагається привернути увагу громадян до безкарності знаменитого лондонського бандита Мекхіта на прізвисько Меккі-ніж. Серед його слухачів — і сам Мекхіт; він знайомиться з красунею Поллі Пічем і без зайвої тяганини робить її своєю черговою дружиною. Бандити Меккі-ножа крадуть усе, що треба для розкішного весілля, і готують церемонію в покинутому пакгаузі в порту, запрошуючи для здійснення обряду боязкого пастора Кімбла.
Начальник лондонської поліції Браун лає своїх підопічних за те, що вони не змогли упіймати нікого з людей Меккі на місці злочину, але якраз у цей момент приводять спійманого на місці злочину злодія. Виявляється, він здався навмисно, щоб принести Брауну запрошення на весілля до Меккі і Поллі. Браун випускає злодія через чорний хід.
Після весільної церемонії Поллі повертається до своїх батьків. Її батько Пічем — ватажок лондонських жебраків, і він зовсім не радий тому, що поріднився з Меккі-ножем. Він вирушає до Брауна і вимагає, щоб той упіймав і посадив Меккі, погрожуючи, якщо ні, влаштувати грандіозний хід жебраків в день коронації королеви. Браун говорить, що не знає, де Меккі, але Пічем обіцяє усе влаштувати.
Поллі попереджає Меккі, що Пічем хоче видати його поліції. Меккі вирішує на якийсь час сховатися, а владу в банді на цей час передає дружині. Поллі береться за справу серйозно і на гроші банди придбаває контроль над невеликим банком в Сіті, оголошуючи Меккі його директором.
Пічем вимагає у Брауна виконання договору. Браун відповідає, що Меккі невловимий, і тоді Пічем починає готувати виконання своєї погрози — марш вуличних жебраків.
Навіть одружившись, Меккі не має наміру відмовлятися від колишніх звичок і вирішує перечекати небезпеку в борделі. Повія Джені, що дізналася про весілля, з ревнощів видає його поліції. Меккі схоплено і посаджено до в'язниці. Браун за домовленістю з Меккі повинен його випустити, але за домовленістю з Пічемом не може цього зробити. Поки він метається, роздумуючи, кого йому краще обдурити, Джені приходить до в'язницю і допомагає Меккі втекти. В цей же час посильний з банку приносить заставу за Меккі — десять тисяч фунтів. Браун із задоволенням бере гроші, надаючи втечі Меккі видимість «законності».
В цей час Пічем організовує обіцяну демонстрацію жебраків. Коли натовпи жебраків вже відправлені на вулиці міста із завданням зірвати коронаційний хід, Пічему повідомляють, що Меккі у в'язниці. Пічем намагається зупинити жебраків, але його ніхто не слухає, він трохи не гине під ногами своїх підопічних. Браун на чолі кінної поліції готовий розігнати жебраків, але боїться віддати наказ про застосування сили в день коронації.
Скориставшись сум'яттям, що панує в місті, Меккі намагається сховатися, але несподівано стикається з одним зі своїх бандитів, який тепер одягнений як банкір. Бандит повідомляє Меккі, що за нього заплачена застава і що він тепер директор банку. Меккі йде до банку, щоб прийняти справи у Поллі. Туди ж з'являються Пічем і Браун, які втратили свою роботу і готові працювати під рукою нового хазяїна Лондона — бандита і банкіра Меккі-ножа.

## У ролях
| Актор / акторка   |   | Роль               |
| ----------------- | - | ------------------ |
| Рудольф Форстер   | • | Макхіт - Меккі-ніж |
| Карола Неєр       | • | Поллі Пічем        |
| Фріц Расп         | • | Джеремі Пічем      |
| Валеска Герт      | • | Селія Пічем        |
| Лотте Ленья       | • | Дженні             |
| Рейнгольд Шюнцель | • | Браун              |
| Ернст Буш         | • | Вуличний співак    |
| Герман Тіміг      | • | пастор Кімбл       |
| Володимир Соколов | • | констебль Сміт     |

| Актор / акторка |   | Роль               |
| --------------- | - | ------------------ |
| Марго Ліон      | • | Дженні             |
| Альбер Прежан   | • | Макхіт - Меккі-ніж |
| Флорель         | • | Поллі Пічем        |
| Люсі де Мата    | • | мадемуазель Пічем  |
| Гастон Модо     | • | Джеремі Пічем      |
| Жак Анлі        | • | Браун              |
| Білл Боккет     | • | співачка           |
| Антонен Арто    | • | жебрак             |

## Знімальна група
- Автори сценарію — Бертольт Брехт, Бела Балаж, Лео Ланіа, Ладіслаус Вайда
- Режисер — Г. В. Пабст
- Оператор — Фріц Арно Вагнер
- Композитор — Курт Вайль
- Продюсер — Сеймур Небенцаль